# Jimmy Johnstone
James Connolly "Jimmy" Johnstone (30. září 1944, Uddingston – 13. březen 2006, Uddingston) byl skotský fotbalista. Hrával na pozici útočníka.Zemřel 13. března 2006 ve věku 61 let na nevyléčitelné onemocnění motorického nervu.
Za skotskou fotbalovou reprezentaci odehrál 23 utkání a vstřelil 4 branky.
S Celticem Glasgow vyhrál v sezóně 1966/67 Pohár mistrů evropských zemí. Stal se s ním devětkrát mistrem Skotska (1965-66, 1966-67, 1967-68, 1968-69, 1969-70, 1970-71, 1971-72, 1972-73, 1974-75). Roku 2002 byl fanoušky Celticu zvolen nejlepším hráčem klubu všech dob.
V roce 1967 se v anketě o nejlepšího fotbalistu Evropy Zlatý míč umístil na třetím místě. Časopis Voetbal International ho zařadil mezi 50. nejlepších fotbalistů 20. století.
Měl přezdívku Jinky.